# 井浦秀夫
井浦 秀夫（いうら ひでお、1955年 - ） は、日本の漫画家。長野県上高井郡小布施町出身。長野県長野高等学校、早稲田大学第一文学部卒業。

## 来歴
予備校、大学時代を通して朝日新聞社の新聞奨学生であった。早稲田大学在学中は早稲田大学漫画研究会に所属した。
早大漫研OBである東海林さだおのアシスタントを経て1979年に『私は人を殺した』（ホラーサスペンス）で双葉社の漫画アクション新人賞を受賞、プロデビューを果たす。
以後は読み切りで小気味の良いコメディーを執筆していたが、新人中学教師雨宮公平の奮戦期を描いた『雨森公平 先生です!』、高校生カップルの何気ないながら思春期に成長していく様子をみずみずしく描いた『やる気のまんま』（Weekly漫画アクション）をゲスト連載し、これらの作品は単行本も発売された。
1991年から約半年にわたって連載された『少年の国』は、ひとりの超能力を持つ少女の周りに作為的に生まれた新興宗教団体が舞台となり、発表後に起こった「オウム事件」を予見したと高い評価を得た。
1998年の『職業・AV監督』（原作：カンパニー松尾）、『由美香』（原作：平野勝之）をきっかけに、アダルトビデオに携わる人々を編集者と共に綿密な取材を重ねて描いたノンフィクション作品を手がけた。
また2003年にビッグコミックオリジナルに連載が始まった、型破りな弁護士を主人公とする『弁護士のくず』は前作である『強欲弁護士銭高守』の主人公の設定とキャラクターを置き換え、2006年にTBSでテレビドラマ（豊川悦司・伊藤英明W主演）になったほか、平成18年度（第52回）小学館漫画賞一般向け部門を受賞した。
2016年からは、ビッグコミックオリジナルにて、型破りの刑事を主人公とする『刑事ゆがみ』の連載を開始。同作は2017年にフジテレビで浅野忠信主演によりテレビドラマ化される。

## 作風
小市民と呼ばれる市井の人々のセコさ、ズルさを描くことで笑いをとりながらも、その半面で人間の良心、良識、正義の曖昧さをつく作風はデビュー当時から一貫している。本音としてつい思ってしまう、吹き出し外に書かれたせりふ外のいらない一言（小言）が特徴的。
市井の人々を主人公に据えた青春物語を得意とする作家であるが、元々興味のあった人間の精神をテーマにした作品も発表するようになり、それが『うらめピ〜』『少年の国』『魔法使いの弟子』につながった。
『なるほどマイフレンド』は、自身の大学時代に新聞奨学生として過ごした体験を生かして新聞販売店を舞台にした作品である。
寡作家ながら印象深い青春談や人間模様の屈指のストーリーテラーとして、隠れたファンが数多く存在する。

## 作品リスト（単行本のみ）
- 雨森公平 先生です!（双葉社・アクションコミックス、1986年）
- なるほどマイフレンド（講談社・モーニングKC 1987年）
- 脅しの報酬（おどしのおだちん）（東京三世社・マイコミックス－作者自薦の初期作品集、1987年）
- やる気のまんま（双葉社・アクションコミックス、全3巻、1988年）
- 世間が許さんっ!（講談社・パーティーKC、1988年）
- 天晴れ、桜田!（講談社・アフタヌーンKC、全3巻、1989年）
- うらめピ〜（双葉社・アクションコミックス、全2巻、1991年）
- 夜明けの探検隊（竹書房・バンブーコミックス、1991年）
- 〔乱入甲子園〕ファウル（竹書房・バンブーコミックス、全2巻、1991年）
- 少年の国（双葉社・アクションコミックス 全3巻／双葉文庫名作シリーズ[2]、全2巻、1992年）
- VRG（竹書房・近代麻雀コミックス、既刊2巻、1996年）
- ばかップルズ（メディアックス 既刊1巻 1996年）
- 職業・AV監督（原作：カンパニー松尾、秋田書店・ヤングチャンピオンコミックス、全5巻、1997年）
- AV烈伝（小学館・ビッグコミックス、全6巻、1999年）
- 由美香（原作：平野勝之、実業之日本社・マンサンコミックス、2000年）
- 魔法使いの弟子（小学館・ビッグコミックス、2000年）
- 強欲弁護士銭高守（小学館・ビッグコミックス、2003年）
- 弁護士のくず（小学館・ビッグコミックス、全10巻、2004年）
- 弁護士のくず 第二審（小学館・ビッグコミックス、全10巻、2010年）
- 刑事ゆがみ（小学館・ビッグコミックス、全10巻、2016年）
- スティグマ（小学館・ビッグコミックス、既刊7巻、2021年[3] - 2023年[4]）

## 映像化作品

### テレビドラマ
TBS
- 弁護士のくず（2006年4月13日 - 6月29日、主演：豊川悦司・伊藤英明）

フジテレビ
- 刑事ゆがみ（2017年10月12日 - 12月14日、主演：浅野忠信）

## 備考
弁護士の北村晴男とは、高校（長野県長野高等学校）の同級生で、大学（早稲田大学）も同じ。北村は『弁護士のくず』第4巻の帯で、同作の推薦文を書いている。